# Kristoffer Berntsson
Kristoffer Berntsson (* 13. srpna 1982, Göteborg) je bývalý švédský krasobruslař. S krasobruslením začal v roce 1987 ve svých pěti letech. Začal s hokejem a krasobruslením, ale pokračoval jen v krasobruslení.
Stal se prvním Švédem, který skočil a ustál trojitý Axel. Získal devět titulů seniorského mistra Švédska, třikrát vyhrál národní šampionát v juniorské kategorii. Šestkrát vyhrál Severské mistrovství v krasobruslení v kategorii mužů. V roce 2009 se stal vítězem soutěže Křišťálová brusle v Galați. Na Zimních olympijských hrách 2006 obsadil 23. místo, na mistrovství světa v krasobruslení 2007 byl devátý.
Sportovní kariéru ukončil v březnu 2011, pracuje jako inženýr elektrotechniky a příležitostně se věnuje také trénování a komentování.